# Erklärung von Turku über humanitäre Mindeststandards
Die Erklärung von Turku über humanitäre Mindeststandards (engl. Turku Declaration of Minimum Humanitarian Standards) ist ein Entwurf für einen völkerrechtlichen Vertrag auf dem Gebiet des humanitären Völkerrechts, der von einer Kommission nichtstaatlicher Experten am Institut für Menschenrechte der Åbo Akademi im finnischen Turku erarbeitet und am 2. Dezember 1990 verabschiedet wurde.

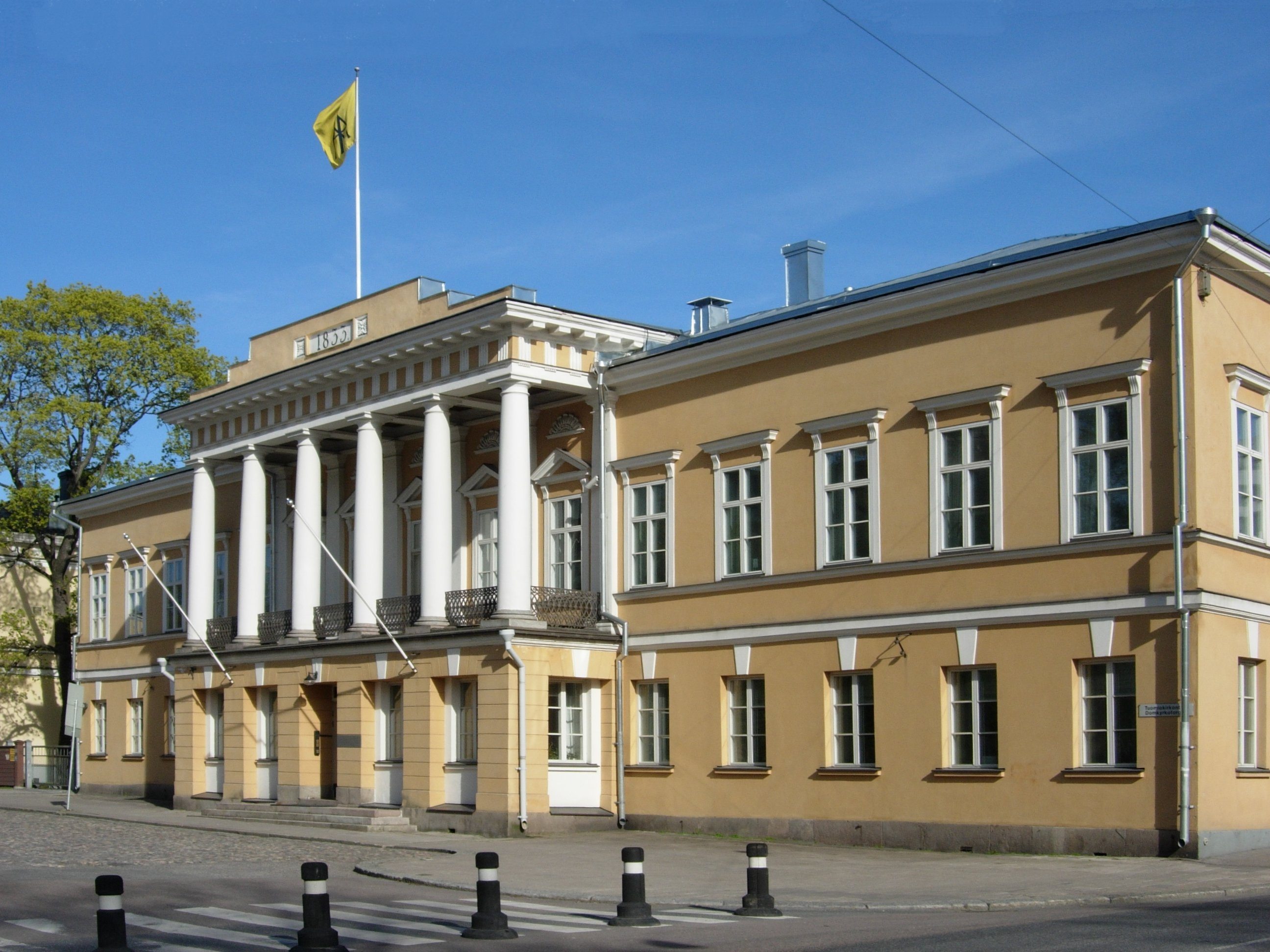
Die Åbo Akademi in der finnischen Stadt Turku, nach der die Erklärung benannt ist.

Inhalt der Erklärung sind elementare Regeln zum Schutz von Menschenrechten sowie humanitäre Mindeststandards, die in allen Situationen uneingeschränkt gelten sollen, unabhängig von der rechtlichen Einordnung der jeweiligen Situation.

## Hintergrund
Siehe auch: Humanitäres Völkerrecht#Probleme und Unzulänglichkeiten

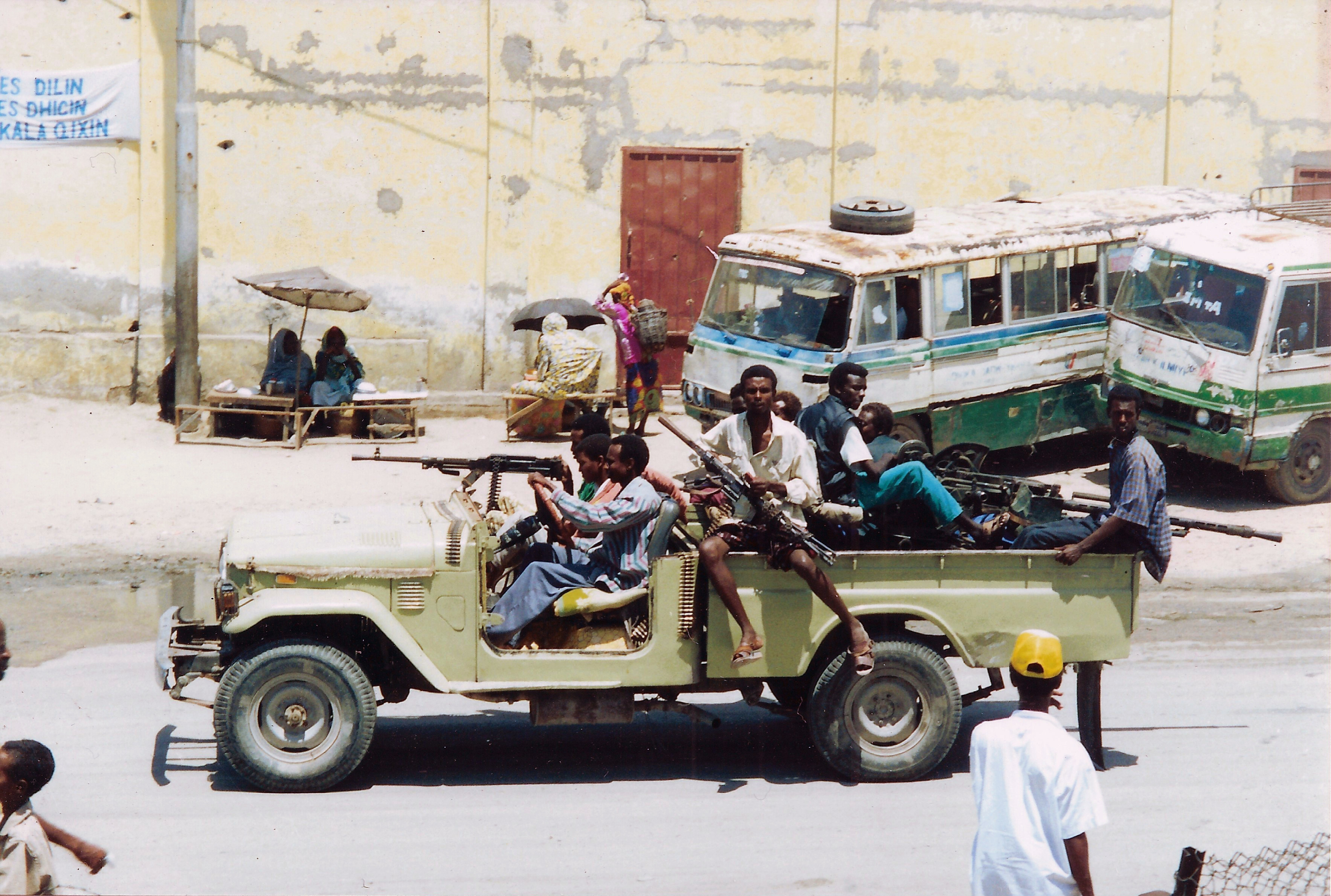
In den zunehmend auftretenden und immer gewaltsamer geführten internen Konflikten ist das humanitäre Völkerrecht nicht anwendbar, während gerade dort Menschenrechte und humanitäre Grundsätze massiv verletzt werden.

Die Erklärung von Turku ist ein Lösungsansatz für den weithin als unbefriedigend empfundenen Zustand, dass das humanitäre Völkerrecht – insbesondere die Genfer Konventionen und ihre Zusatzprotokolle – allgemein nur in Situationen eines internationalen bzw. nicht-internationalen bewaffneten Konflikts anwendbar sind. Dabei handelt es sich um feststehende Begriffe des humanitären Völkerrechts, die ihren Ursprung in den gemeinsamen Artikeln 2 und 3 der Genfer Konventionen haben.
In der jetzigen Fassung der Genfer Konventionen und ihrer Zusatzprotokolle beruht der Begriff des „bewaffneten Konflikts“ noch auf der Vorstellung vom Krieg zwischen Staaten als Regelfall. Der Konflikt zwischen bewaffneten Gruppen und einem Staat auf dessen Territorium gilt dagegen nach den Konventionen weiter als Ausnahmefall. Der zunehmenden Komplexität moderner Konflikte und der Tatsache, dass der offene Krieg zwischen Staaten heute praktisch die Ausnahme ist, wird das humanitäre Völkerrecht dadurch nicht mehr gerecht. Vielmehr sind in modernen Konflikten die Konventionen oft nicht anwendbar, oder es ist zumindest höchst umstritten, ob und inwieweit die Schutzrechte, Gebote und Verbote des humanitären Völkerrechts anwendbar sind.
Hierbei sind vor allem die folgenden Probleme wesentlich:
- Zum einen fällt der sogenannte „interne Konflikt“ nicht unter den Begriff des „bewaffneten Konflikts“ im Sinne der Konventionen. Dabei handelt es sich um Konstellationen, in denen Feindseligkeiten zwischen bewaffneten Gruppen und einem Staat auf dessen Territorium, oder zwischen verschiedenen nichtstaatlichen und/oder staatlichen Fraktionen untereinander stattfinden. Im Gegensatz zum „bewaffneten Konflikt“ im Sinne der Konventionen haben aber im „internen Konflikt“ die Feindseligkeiten (noch) nicht dazu geführt, dass einzelne Gruppen ein nennenswertes Maß an Organisation, die feste Kontrolle über einen gewissen Teil des Staatsgebiets o. ä. erlangen konnten. Die Genfer Konventionen sind deshalb (noch) nicht anwendbar, trotzdem kommt es aber in solchen Situationen – die typisch für den Übergang zwischen Bürgerkrieg und „bewaffnetem Konflikt“ sind – regelmäßig bereits zu massiver Gewaltanwendung und schwersten Menschenrechtsverletzungen.
- Die jüngere Vergangenheit hat zudem gezeigt, dass sich keineswegs zwangsläufig ein solcher Übergang zu einem „bewaffneten Konflikt“ vollzieht, sondern der Zustand des „internen Konflikts“ teils über lange Zeit hinweg bestehen bleiben kann. Typisches Beispiel hierfür ist der gescheiterte Staat, bei dem die Staatsgewalt versagt hat und bewaffnete Milizen mit wechselndem Erfolg um die Vorherrschaft kämpfen, wie etwa über verschiedene Zeiträume hinweg in Somalia seit dem Sturz Siad Barres.
- Und selbst wenn sich der Übergang vollzogen hat und die Situation dann objektiv als „bewaffneter Konflikt“ qualifizierbar wäre, führt die Unbestimmtheit der Formulierungen insbesondere zum „nicht-internationalen bewaffneten Konflikt“ zu einer weitreichenden Interpretierbarkeit der objektiven Tatsachenlage. Dadurch wird die Anwendung des humanitären Völkerrechts „weitgehend von dem jeweiligen politischen Interesse der Konfliktparteien abhäng[ig]“[3].

## Inhalt
Die Erklärung besteht aus einer Präambel und achtzehn Artikeln, die nicht in Abschnitte unterteilt sind. Dennoch lassen sie sich ihrem Inhalt nach grob in die Abschnitte Anwendungsbereich (Artikel 1 und 2), Rechte und Pflichten (Artikel 3 bis 16) und Rechtliche Wechselwirkungen (Artikel 17 und 18) unterteilen.

### Präambel
Die Präambel enthält in zehn Absätzen die der Erklärung zugrundeliegenden Erwägungsgründe. Ausdrücklich Bezug genommen wird – neben dem oben beschriebenen Hintergrund – insbesondere auf die Charta der Vereinten Nationen und die Allgemeine Erklärung der Menschenrechte. Auch die Martens’sche Klausel wird zitiert.

### Zugedachter Anwendungsbereich
Vor dem oben beschriebenen Hintergrund liegt der Erklärung von Turku der Gedanke zugrunde, eine situationsunabhängige und universale Gültigkeit gewisser humanitärer Mindeststandards zu etablieren. Entsprechend fordert Artikel 1 einen umfassenden sachlichen Anwendungsbereich:

„This Declaration affirms minimum humanitarian standards which are applicable in all situations, including internal violence, disturbances, tensions, and public emergency, and which cannot be derogated from under any circumstances. These standards must be respected whether or not a state of emergency has been proclaimed.“

Auf Deutsch etwa:

„Diese Erklärung bekräftigt humanitäre Mindeststandards, die in allen Situationen anwendbar sind, einschließlich interner Gewalttätigkeiten, Unruhen, Spannungen und öffentlicher Notstände, und von denen unter keinen Umständen abgewichen werden darf. Diese Standards müssen unabhängig davon respektiert werden, ob der öffentliche Notstand ausgerufen wurde.“

Die in der Erklärung enthaltenen Standards sollen also in jeder denkbaren Situation uneingeschränkt gültig sein. Die aufgezählten Situationen sind als Beispiele zu verstehen, in denen die geforderten Mindeststandards erfahrungsgemäß besonders häufig missachtet werden. Mit dem zweiten Satz wird dem Umstand Rechnung getragen, dass die Ausrufung des nationalen Notstands in den meisten Rechtsordnungen von Gesetzes wegen zur Einschränkbarkeit von Menschenrechten führt. Mit dem zweiten Satz wird gefordert, dass die humanitären Mindeststandards davon ausgenommen bleiben müssen.
Ebenso umfassend sollte nach Artikel 2 der Erklärung der personelle Anwendungsbereich bemessen sein:

„These standards shall be respected by, and applied to all persons, groups and authorities, irrespective of their legal status and without any adverse discrimination.“

Auf Deutsch etwa:

„Diese Standards sollen von jeder Person, Gruppe oder Autorität geachtet und auf sie angewendet werden, unabhängig von ihrer Rechtsstellung und ohne jede feindlich gesinnte Diskriminierung.“

Wie in Artikel 1 wird mit dem ersten Teil die uneingeschränkte Gültigkeit postuliert, während der zweite Teil Umstände aufzählt, mit denen in Konfliktlagen besonders häufig begründet wird, warum bestimmte Menschenrechte oder humanitäre Standards auf bestimmte, vor allem die feindlichen Personen oder Gruppen nicht anwendbar sein sollen. Nach Artikel 2 würde es keine Rolle spielen, ob staatliche oder nichtstaatliche Akteure handeln bzw. behandelt werden. Zum Beispiel wäre ein diktatorisches Regime verpflichtet, gefangenen Widerstandskämpfern (die nach nationalem Recht in der Regel als Terroristen oder Verbrecher gelten) auch in der gegenwärtigen Konfliktsituation und trotz ihrer Beteiligung daran nach den humanitären Mindeststandards zu behandeln. Umgekehrt müsste auch die Widerstandsgruppe Anhänger dieses Regimes oder etwaiger konkurrierender Gruppen nach diesen Standards behandeln. Denn durch das Außerachtlassen der Rechtsstellung würden auch nichtstaatliche bewaffnete Gruppen durch den (hypothetischen, auf der Erklärung basierenden) völkerrechtlichen Vertrag gebunden.
Ein der Erklärung von Turku entsprechender völkerrechtlicher Vertrag würde also jeder Person, Gruppe oder Autorität in jeder denkbaren Situation, insbesondere den in Artikel 1 aufgezählten, zur Einhaltung der humanitären Mindeststandards verpflichten und damit zumindest beschränkte Völkerrechtssubjektivität verleihen. Er hätte demnach einen gegenüber dem gegenwärtigen humanitären Völkerrecht erheblich erweiterten Anwendungsbereich.

### Rechte und Pflichten
Als humanitäre Mindeststandards bezeichnet die Erklärung von Turku diverse Rechte und Pflichten, die verschiedenen Menschenrechtsabkommen und den Genfer Konventionen entnommen sind (im Überblick):
Artikel 3
- Recht auf Anerkennung als Rechtspersönlichkeit
- Pflicht zum Respekt gegenüber Person, Ehre, Überzeugungen, Gedankenfreiheit, Gewissen und religiöser Praktiken
- Pflicht zur menschlichen Behandlung ohne feindlich gesinnte Diskriminierung
- Verbot diverser Handlungen gegen das Leben oder die körperliche und psychische Unversehrtheit, insbesondere der Folter
- Verbot diverser anderer Menschenrechtsverletzungen sowie ihrer Androhung, so z. B. Kollektivhaftung, Verschwindenlassen, Geiselnahme oder Nahrungsentzug

Artikel 4
- Pflicht zur Unterbringung von Gefangenen in registrierten Gefangenenlagern
- Pflicht, den Angehörigen und dem Rechtsbeistand exakte Informationen zu Inhaftierung, Aufenthaltsort oder Verlegungen zur Verfügung zu stellen
- Recht der Gefangenen zur Kommunikation mit der Außenwelt, insbesondere mit dem Rechtsbeistand
- Recht auf effektiven Rechtsschutz und weitere Rechte in Gefangenschaft, insbesondere Habeas Corpus
- Recht auf humane Behandlung und hinreichende Versorgung

Artikel 5
- Verbot des Angriffs auf Personen, die nicht aktiv am Kampfgeschehen teilnehmen
- Verhältnismäßigkeit des Einsatzes von Gewalt
- Verbot der Verwendung von Waffen, deren Verwendung im bewaffneten Konflikt verboten ist

Artikel 6
- Verbot der Anwendung oder Androhung von Gewalt vornehmlich zum Zweck der Verbreitung von Angst und Schrecken (Terrorismus)

Artikel 7
- Verbot der Umsiedlung / Vertreibung, wenn dies nicht aus zwingenden Sicherheitsgründen oder der Sicherheit der betroffenen Personen erforderlich ist
- Pflicht zur schonenden Umsiedlung
- Recht auf Freizügigkeit im übrigen Territorium des Staates
- Recht auf Wiederkehr, sobald es die Umstände zulassen
- Verbot der Verbannung außerhalb des Territoriums des Staates

Artikel 8
- Recht auf Leben; Verpflichtung zum rechtlichen Schutz; Verbot der willkürlichen Tötung

zusätzlich zum Recht auf Leben und Verbot des Völkermords in Menschenrechtsabkommen und dem humanitären Völkerrecht:
- Pflicht, die Todesstrafe nur für schwerste Verbrechen zu verhängen
- Verbot der Vollstreckung der Todesstrafe an schwangeren Frauen, Müttern junger Kinder und Kindern, die zum Tatzeitpunkt noch nicht 18 Jahre alt waren

Artikel 9
- nulla poena sine lege
- Verbot der Verurteilung durch Sondergerichte
- Recht auf ein faires Verfahren

Artikel 10
- Recht von Kindern auf angemessenen Schutz
- Verbot der Rekrutierung von Kindersoldaten unter 15 Jahren und der Gestattung der Teilnahme an Gewalttätigkeiten
- Pflicht, die Teilnahme von Minderjährigen an Gewalttätigkeiten bestmöglich zu unterbinden

Artikel 11
- Pflicht, Hausarrest, Internierung und Beugehaft nur auf gesetzlicher Grundlage und nach gesetzlich geregelten Verfahren zu vollziehen; Recht auf regelmäßige Haftprüfung

Artikel 12
- Pflicht zum Schutz und zur angemessenen, schnellstmöglichen und diskriminierungsfreien Behandlung der Verwundeten und Kranken

Artikel 13
- Pflicht zur Suche nach Verwundeten, Kranken und Vermissten
- Pflicht zur Suche nach, und zur respektvollen Bestattung von Toten

Artikel 14
- Pflicht zu Respekt, Schutz und Unterstützung zugunsten des Sanitäts- und Seelsorgepersonals
- Verbot der Verpflichtung zu Tätigkeiten, die mit deren humanitären Aufgaben unvereinbar sind
- Verbot der Bestrafung für medizinische Tätigkeiten, die die medizinische Ethik gebieten, unabhängig von der Person, die davon profitiert

Artikel 15
- Pflicht, humanitären Hilfsorganisationen Ausstattung zur Verfügung zu stellen, sodass sie ihre humanitären Aufgaben erfüllen können

Artikel 16
- Pflicht zum Schutz der Rechte von Gruppen, Minderheiten und Völkern

### Rechtliche Wechselwirkungen
Die letzten beiden Artikel betreffen mögliche Wechselwirkungen bzw. Konflikte mit anderen Rechtsvorschriften, die bei der Anwendung der Erklärung auftreten könnten. Artikel 17 stellt insoweit klar:

„The observance of these standards shall not affect the legal status of any authorities, groups, or persons involved in situations of internal violence, disturbances, tensions or public emergency.“

Auf Deutsch etwa:

„Die Beachtung dieser Standards beeinträchtigt nicht den rechtlichen Status von Behörden, Gruppen oder Personen, die in Situationen interner Gewalt, Unruhen, Spannungen oder öffentlichen Notstands involviert sind.“

Die Vorschrift ist dem letzten Absatz des gemeinsamen Artikels 3 der Genfer Konventionen nachempfunden. Er ist also gleichermaßen als Zugeständnis an das jeweilige de iure-Regime im betroffenen Staat zu verstehen (dasjenige also, welches bei Entstehen der Situation staatstragend ist und sich als rechtmäßige Autorität des Staates betrachtet): bei der Entstehung der Genfer Konventionen wurde von den verhandelnden Staaten befürchtet, die Anwendung der im gemeinsamen Artikel 3 niedergelegten Mindeststandards könnte mit ihrem im nationalen Recht fußenden Recht zur Unterdrückung und Bekämpfung gewaltsamer Aufstände auf ihrem Staatsgebiet kollidieren und dieses möglicherweise untergraben. Artikel 17 soll diese Sorge hinsichtlich der Erklärung von Turku von vornherein ausräumen, um die Wahrscheinlichkeit einer Annahme der Erklärung zu erhöhen.
Artikel 18 schließlich enthält Regelungen zu potenziellen Konflikten mit Rechten und Standards aus anderen Rechtsquellen:

„1. Nothing in the present standards shall be interpreted as restricting or impairing the provisions of any international humanitarian or human rights instrument.
2. No restriction upon or derogation from any of the fundamental rights of human beings recognized or existing in any country by virtue of law, treaties, regulations, custom, or principles of humanity shall be admitted on the pretext that the present standards do not recognize such rights or that they recognize them to a lesser extent.“

Auf Deutsch etwa:

„1. Vorschriften des humanitären Völkerrechts oder völkerrechtlicher Menschenrechtsabkommen werden durch die vorliegenden Standards nicht beschränkt oder beeinträchtigt.
2. Beschränkungen oder Abweichungen von menschlichen Grundrechten, die in einem Land aufgrund seines Rechts, von Verträgen, Verordnungen, aus Gewohnheit oder Prinzipien der Menschlichkeit anerkannt werden oder bestehen, sind unzulässig unter dem Vorwand, die vorliegenden Standards würden diese Rechte nicht oder nur in geringerem Maße anerkennen.“

Die Klausel soll somit Konflikten mit anderen, aus sämtlichen denkbaren Rechtsquellen stammenden Standards vorbeugen, indem sie deren Beeinträchtigung durch die Erklärung ausschließt (Absatz 1), bzw. die Verwendung der Erklärung als Vorwand für Beschränkungen höherer Standards verbietet (Absatz 2).

## Autoren
Bereits 1987 hatte eine Expertenkonferenz am Norwegischen Institut für Menschenrechte das sog. Oslo Statement on Norms and Procedures in Time of Public Emergency or Internal Violence beschlossen. Der damalige Direktor des Instituts, Asbjørn Eide, lieferte anschließend zusammen mit Theodor Meron und Allan Rosas die grundlegenden Vorarbeiten für die Erklärung von Turku. Neben diesen als Hauptautoren der Erklärung von Turku Bezeichneten werden vor allem die Menschenrechtsinstitute der nordischen Länder, das Internationale Komitee vom Roten Kreuz (IKRK) und Amnesty International als Mitwirkende genannt.

## Rezeption

### Internationale Nichtregierungsorganisationen

#### Amnesty International
Experten von Amnesty International, die in den Entstehungsprozess der Erklärung eingebunden waren, äußerten Bedenken, ein Abkommen im Sinne der Erklärung könnte zur Verwässerung bereits bestehender (also auch höherer) Standards führen.

#### Internationales Komitee vom Roten Kreuz
Das IKRK gab während des Entstehungsprozesses der Erklärung kritische Einschätzungen vor allem dahingehend ab, dass es zu Konflikten zwischen Mandaten auf Basis des humanitären Völkerrechts und auf der der Menschenrechte kommen könnte.
Ungeachtet dessen hat das IKRK maßgeblich zur Verbreitung der Erklärung beigetragen, so etwa im Rahmen von Konsultationen durch die Vereinten Nationen und diverse Beiträge in Publikationen des IKRK, die die Erklärung einbeziehen.

### Zwischenstaatliche Organisationen

#### Organisation für Sicherheit und Zusammenarbeit in Europa
Schon innerhalb der KSZE hatten die Regierungen der nordischen Länder auf den Beschluss eines internationalen Abkommens über humanitäre Mindeststandards gedrungen. Konkrete Auswirkungen dessen lassen sich vor allem im Dokument des Moskauer Treffens der Konferenz über die menschliche Dimension der KSZE von 1991 ablesen, in dem die Staaten sich – in teils wörtlicher Übereinstimmung mit der Präambel der Erklärung von Turku – zu einem umfassenderen Schutz von Menschenrechten bei nationalem Notstand bekannten, als dem von Menschenrechtsabkommen, denen sie beigetreten waren, geforderten.
Auf dem KSZE-Gipfeltreffen in Budapest 1994, der Geburtskonferenz der OSZE, wurde schließlich die Verabschiedung eines Abkommens über humanitäre Mindeststandards gefordert.

#### Vereinte Nationen
Auch innerhalb der UN waren es vor allem OSZE-Staaten, die den Beschluss eines Abkommens über humanitäre Mindeststandards zu forcieren suchten. Auf die Erklärung von Turku wurde dabei seit 1994 in zahlreichen Konferenzen verschiedener UN-Gremien, wie auch in Studien des Generalsekretariats direkt oder indirekt Bezug genommen. Entscheidende Schritte hin zur Realisierung eines entsprechenden Abkommens konnten jedoch bislang nicht erzielt werden, weshalb die Wahrscheinlichkeit, dass ein der Erklärung entsprechender Vertrag im Rahmen der UN zustande kommen könnte, überwiegend skeptisch bewertet wird.
In der Entscheidung über einen Antrag der Verteidigung im Verfahren gegen den bosnisch-serbischen Kriegsverbrecher Duško Tadić hat der Internationale Strafgerichtshof für das ehemalige Jugoslawien Bezug auf die Erklärung von Turku genommen. Der Mitautor der Erklärung und spätere Präsident des Gerichtshofs, Theodor Meron, war zu dieser Zeit noch nicht an den Gerichtshof berufen worden.

### Wissenschaft
In der Völkerrechtswissenschaft ist die Erklärung von Turku international sowohl auf Zuspruch als auch auf Kritik gestoßen:
Aus Sicht der australischen Völkerrechtlerin Emily Crawford ist das Zustandekommen eines der Erklärung entsprechenden Abkommens im Rahmen der UN unwahrscheinlich, da die Erklärung bereits seit mehr als zwanzig Jahren innerhalb der UN erörtert würde, ohne dass dabei nennenswerte Fortschritte hin zu einem Entwurf für ein Abkommen erzielt worden seien. Zwar sei es angesichts der heutzutage veränderten globalen Sicherheitslage und der damit einhergehenden Probleme notwendig, auf letztere adäquate rechtliche Antworten zu finden, und daher jeder Ansatz zur Verbesserung des Individualschutzes in internen Konflikten grundsätzlich unterstützenswert. Jedoch liege die rechtliche Lücke, in die Situationen interner Gewaltanwendung fallen, eher in der mangelnden Anwendbarkeit und Durchsetzbarkeit des humanitären Völkerrechts und des völkerrechtlichen Menschenrechtsschutzes begründet als in mangelnden humanitären Standards, weshalb Lösungen eher in der Weiterentwicklung bereits bestehender Regelungen zu suchen seien.
Der emeritierte Völkerrechtsprofessor Knut Ipsen aus Deutschland bezeichnet die Erklärung als „wichtigen Schritt“ bei der Entstehung der Komplementaritätstheorie im humanitären Völkerrecht. Danach können sich die Schutzregime der allgemein völkerrechtlich geschützten Menschenrechte und des speziell auf bewaffnete Konflikte zugeschnittenen humanitären Völkerrechts in nicht-internationalen und internen Konfliktlagen gegenseitig ergänzen, obwohl es sich völkerrechtsdogmatisch um zwei voneinander zu trennende Schutzregime handelt. Insoweit kommt die deutsche Juristin Sigrid Mehring – im Zusammenhang mit der Behandlung von Verwundeten in Konfliktsituationen – zu dem Schluss, dass Zustandekommen und Umsetzung eines der Erklärung entsprechenden Abkommens im humanitären Völkerrecht die Basis für ein Menschenrecht auf medizinische Behandlung für Verwundete schaffen könnten, wobei sie sich ebenfalls skeptisch zeigt, ob ein solches Abkommen zustande kommen wird.
Ähnlich wie Ipsen sehen die in der Schweiz tätige britische Professorin Louise Doswald-Beck und der französische Jurist Sylvain Vité die Erklärung als Beispiel für private Initiativen hin zu einer Konvergenz des völkerrechtlichen Menschenrechtsschutzes und des humanitären Völkerrechts.
Der iranische Völkerrechtsprofessor Djamchid Momtaz bezieht die Erklärung in Überlegungen mit ein, wie man die Rechte der Menschen in Situationen interner Gewaltanwendung schützen könnte, betont jedoch, dass in solchen Situationen Gewalt und Verletzungen grundlegender Menschenrechte nicht nur von staatlichen, sondern gerade auch von nichtstaatlichen Akteuren verübt würden. Eine Lösung hierfür sei von der Tätigkeit des Internationalen Strafgerichtshofs zu erhoffen.
Martin Scheinin, finnischer Professor für Völkerrecht, sieht die Stärke der Erklärung vor allem in ihrer Knappheit: unabhängig vom Zustandekommen eines entsprechenden Abkommens auf zwischenstaatlicher Ebene sei die Erklärung ein „pädagogisches Werkzeug, ein kurzer Leitfaden zu grundlegenden Standards der Humanität“, die in knappem Format die Kernnormen des humanitären Rechts und der Menschenrechte aufzeige. In dieser Funktion könne die Erklärung als Grundlage für die Schulung und Verpflichtung bewaffneter Gruppen und anderer nichtstaatlicher Akteure herangezogen werden, wobei zu klären sei, inwieweit die auf staatlicher Ebene erfolgende Ausarbeitung zu Akzeptanz seitens nichtstaatlicher Akteure führen könnte.